# Lligament vertebral comú posterior
El lligament vertebral comú posterior (o lligament longitudinal posterior) és un lligament que connecta les superfícies posteriors de les cossos vertebrals de totes les vèrtebres dels humans. Prevé dèbilment la hiperflexió de la columna vertebral. També prevé l'hèrnia discal posterior, encara que els problemes amb el lligament la poden facilitar.
El lligament longitudinal posterior està situat dins del canal vertebral. S'estén per les superfícies posteriors dels cossos de les vèrtebres.